# Títaros
Títaros är ett berg i Grekland. Det ligger i den norra delen av landet, 280 km nordväst om huvudstaden Aten. Toppen på Títaros är 1 823 meter över havet, eller 325 meter över den omgivande terrängen. Bredden vid basen är 5,3 km.
Terrängen runt Títaros är kuperad åt sydost, men åt nordväst är den bergig. Runt Títaros är det glesbefolkat, med 16 invånare per kvadratkilometer. Närmaste större samhälle är Velventós, 10,9 km norr om Títaros. I omgivningarna runt Títaros växer i huvudsak lövfällande lövskog.